# Jan Kastner
Jan Kastner (16. května 1860 Hořejší Vrchlabí – 11. prosince 1912 Smíchov) byl český sochař, řezbář, designér a pedagog.

## Život
Jan Kastner se narodil v Hořejším Vrchlabí do rodiny sekerníka Ignáce Kastnera. Patrně již otec rozpoznal u svého syna Jana mimořádné výtvarné nadání. Po absolvování obecné školy nastoupil do odborné školy na zpracování dřeva v Králíkách. Školu absolvoval v roce 1877 a odešel do Vídně, kde pokračoval ve studiu na uměleckoprůmyslové škole. Po ukončení studií se dal na dráhu učitele. Působil na odborné škole v rakouském Villachu a následně ve Vídni, kde již pracoval samostatně. V roce 1888 odešel do Prahy, kde přijal místo profesora na nově založené Uměleckoprůmyslové škole. Na škole vedl speciální oddělení řezbářství a truhlářství. Jan Kastner se natrvalo usadil na pražském Smíchově, ale do rodného Vrchlabí se stále vracel. V roce 1893 se oženil s Huldou Fingerovou. Postupně se jim narodili syn Viktor a dvě dcery, Erna a Johanna. V roce 1898 byl jedním ze zakládajících členů Jednoty umělců výtvarných v Praze. 
Jan Kastner zemřel na Smíchově v prosinci 1912 ve věku 52 let. Pohřben byl v rodném Vrchlabí.

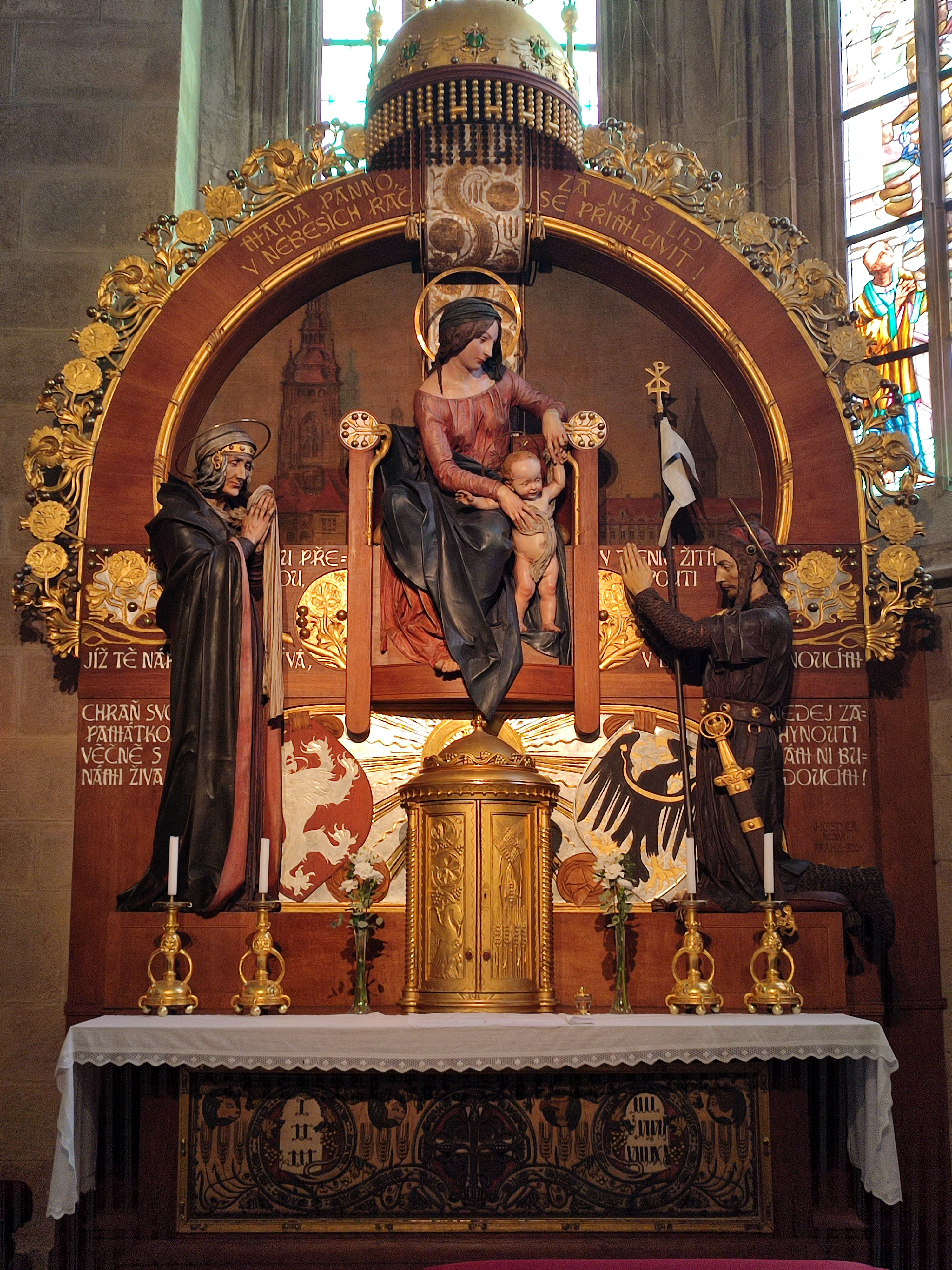
Oltář Panny Marie se sv. Ludmilou a Václavem, kostel sv. Bartoloměje v Plzni

### Žáci
Mezi žáky profesora Kastnera patřili mimo jiné sochaři Quido Kocián, Bohumil Kafka, řezbář Jan Mráz, Štěpán Zálešák, Otto Gutfreund či Otakar Švec.

## Dílo
Kastnerovy figurální, architektonické a ornamentální řezbářské práce se stylově pohybují od novogotiky přes novobaroko až po secesi (Mariánský oltář v Plzni), bývají často zdobeny pestrobarevnou polychromií. Jejich architektonický rámec zpravidla navrhovali architekti (Mocker, Kotěra, Fanta). Nejvyššího ocenění dosáhla jeho secesní výzdoba interiéru Uměleckoprůmyslové školy na Světové výstavě v Paříži roku 1900, kterou zhotovil ve spolupráci s architektem Janem Kotěrou a Celestinem Kloučkem.
Převážnou část jeho tvorby nacházímeme v chrámech a kostelích, pro které realizoval řezané a malované oltáře, sochy, lavice, zpovědnice a další zařízení. 

## Výběr z realizací
- Oltář sv. Josefa-truhláře s Ježíšem-jinochem v děkanském kostele v Mariánských Lázních (1888)
- Oltář českých patronů v druhé boční kapli baziliky sv. Petra a Pavla v Praze na Vyšehradě[6], novogotický
- Dva oltáře v chórových kaplích katedrály sv. Víta na Pražském hradě
- Hlavní oltář sv. Prokopa, Vojtěcha a Ivana v kostele sv. Prokopa na Žižkově
- Boční oltář v kostele sv. Ludmily na Vinohradech, (spolupráce Štěpán Zálešák)
- Oltář v kostele sv. Štěpána v Kouřimi (spolupráce arch. Kamil Hilbert)
- Oltář Všech svatých v bazilice sv. Petra a Pavla v Praze na Vyšehradě
- Hlavní oltář kostela v Lanškrouně
- Hlavní a boční oltář kostela sv. Kateřiny v Chrudimi
- Oltářní archa v bazilice sv. Prokopa v Třebíči (1900), novogotická
- Stolní hodiny v novobarokní skříňce a nástěnné zrcadlo (1892), Uměleckoprůmyslové museum v Praze[7]
- Boční oltář Panny Marie se svatými Václavem a Ludmilou v kostele sv. Bartoloměje v Plzni, secesní
- Sedací nábytek pro expozici UMPRUM na Světové výstavě v Paříži roku 1900 (spolupráce Jan Kotěra), židle zakoupena do Muzea Orsay v Paříži
- Oltář v kapli nemocnice milosrdných bratří v Praze Na Františku[8]
- Sochařská výzdoba portálu a interiérů Dietrichsteinského paláce čp. 140/II ve Voršilské ulici v Praze (spolupráce Celestin Klouček)[9]
- Hlavní oltář v chrámu sv. Barbory v Kutné Hoře (1906), (spolupráce Štěpán Zálešák)
- Mobiliář kostela Povýšení svatého kříže v Radonicích nad Ohří (1907)[10]
- Dva boční oltáře Panny Marie Ustavičné Pomoci a sv. Josefa v kostele sv. Jana Nepomuckého redemptoristů v Plzni (1907–1911)
- Socha Panny Marie s Ježíškem, model: patinovaná sádra, kolem 1900, Městské muzeum a galerie Hořice
- Řezbářská výzdoba jídelního a konferenčního vagónu vlaku císaře Františka Josefa I. (1891), vyrobila firma Ringhoffer Praha–Smíchov, Národní technické muzeum
- Řezbářská výzdoba dvorního vagónu vlaku rumunského krále Karla I.

## Galerie

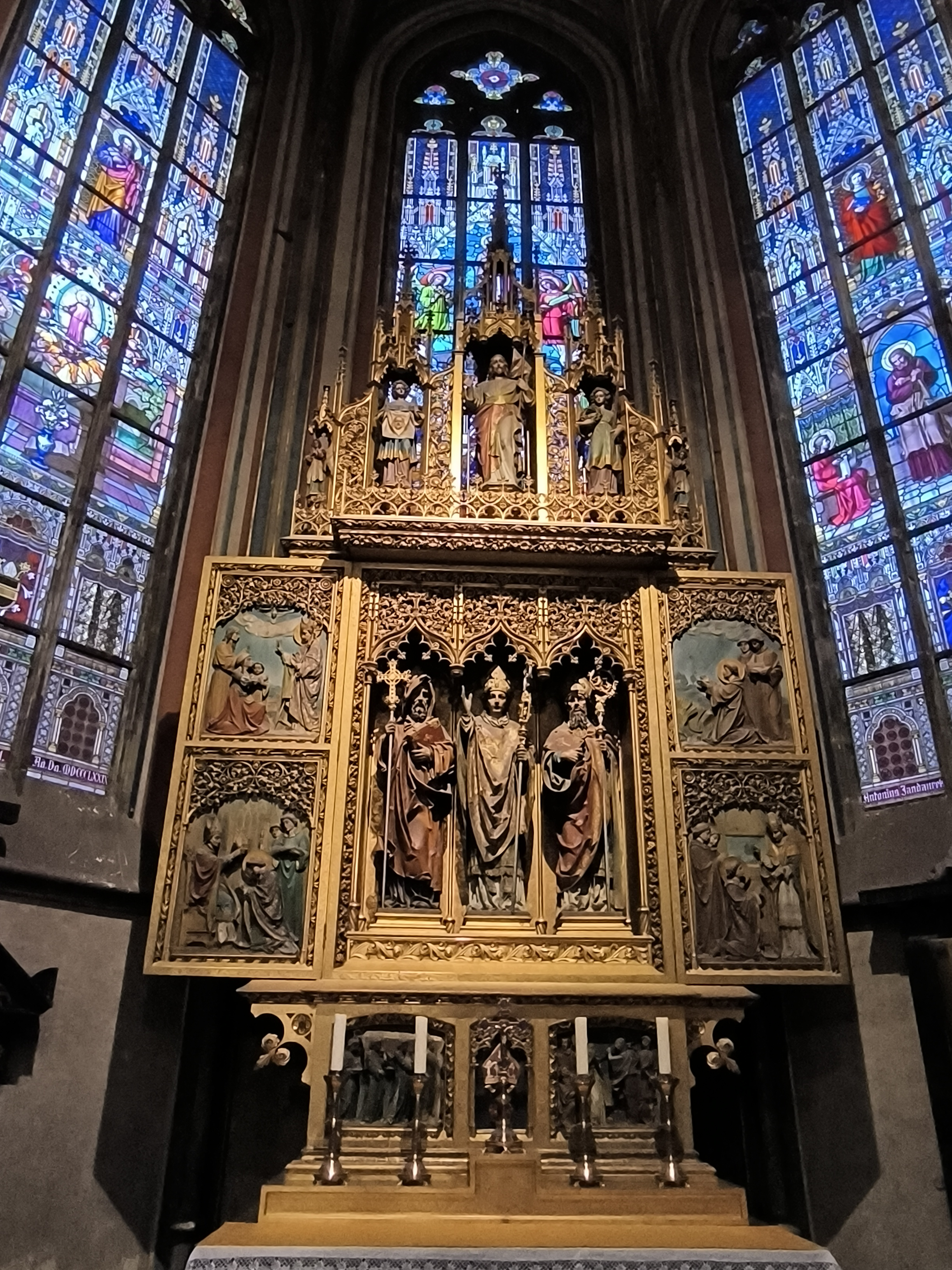
Oltář sv. Prokopa, kostel sv. Prokopa na Žižkově
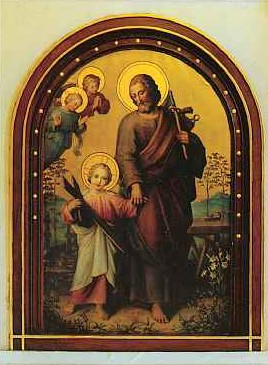
Oltář sv. Josefa-Dělníka s Ježíšem-Jinochem, kostel v Mariánských Lázních (1888)
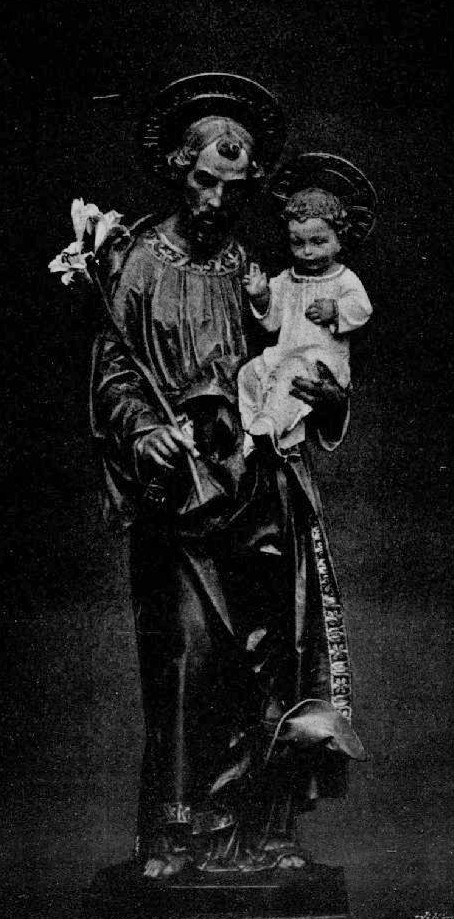
Jan Kastner – Socha sv. Josefa
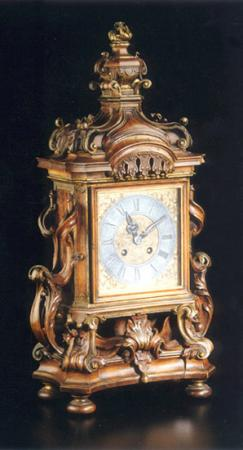
Novobarokní hodiny (1892)
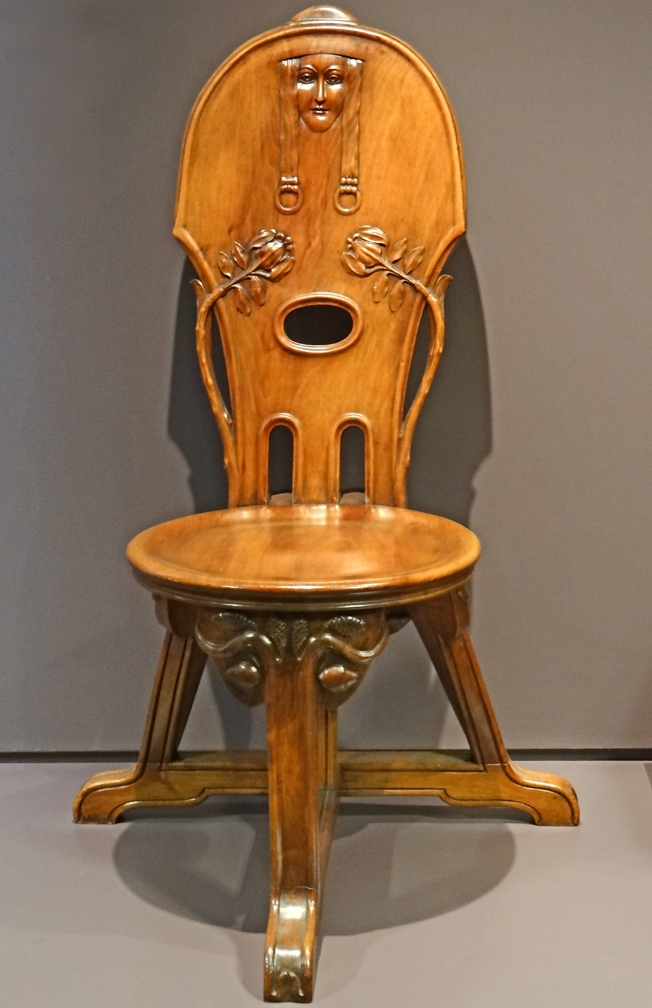
Secesní židle (1899)'
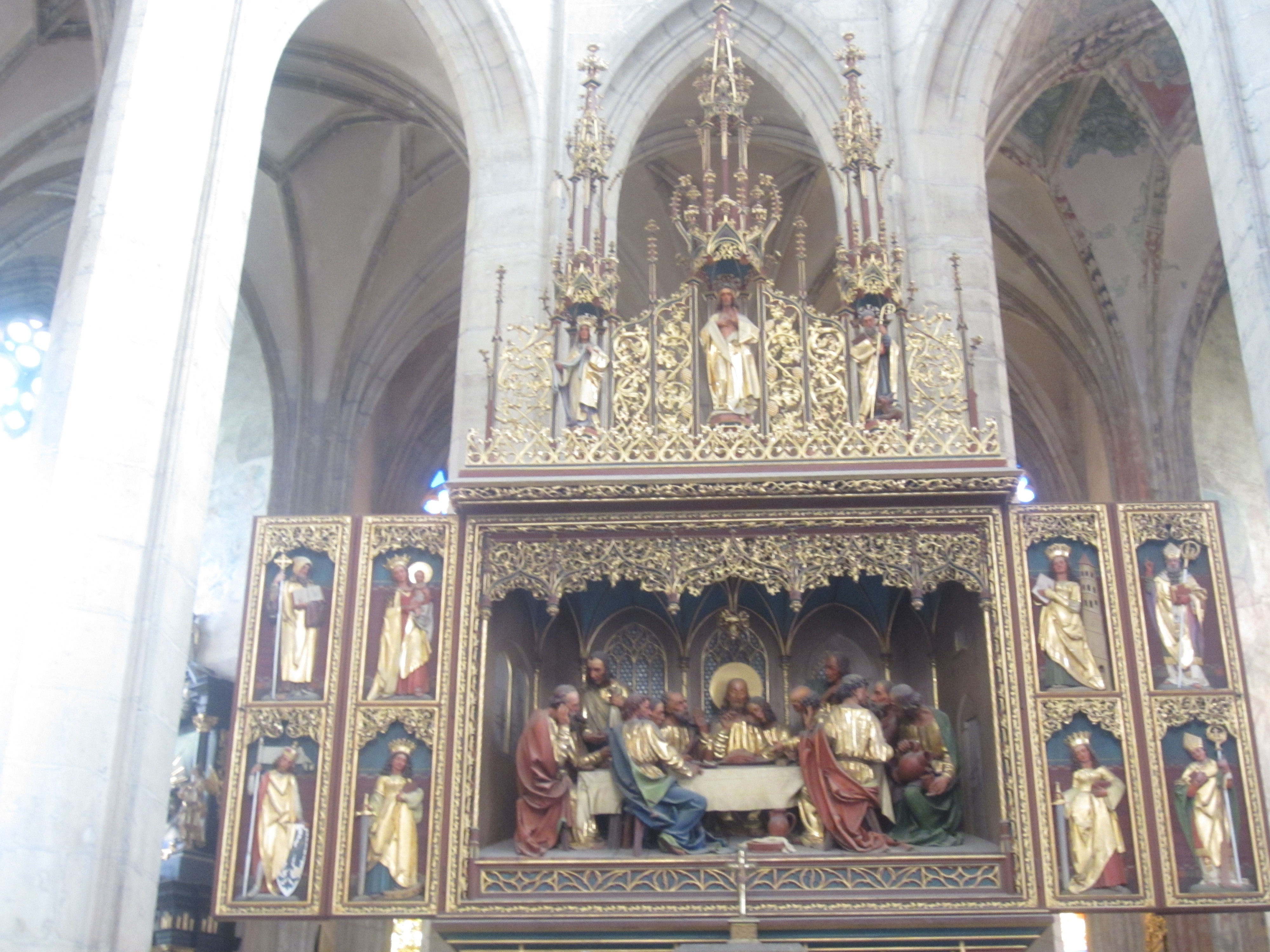
Hlavní oltář u sv. Barbory, Kutná Hora